# Европейски химн
Европейският химн е „Ода на радостта“, фрагмент от Девета симфония на Лудвиг ван Бетовен, композирана през 1823 година. Той става символ на Съвета на Европа през 1972 година и на Европейския съюз през 1985 година. За официални цели се използват три инструментални аранжимента (за пиано, за духов оркестър и за симфоничен оркестър), изготвени от Херберт фон Караян.

## История
Фридрих Шилер пише поемата „Одата на радостта“ (на немски: An die Freude). Тя изразява неговото идеалистично виждане за човечеството, неговата мечта хората да се обединят и да станат братя. Тази поема става текста на Деветата и последна симфония на Лудвиг ван Бетховен и единствената дотогава симфония с текст, защото симфонията по начало е инструментален жанр.

### Химн на Европа
През 1971 година Парламентарното събрание на Съвета на Европа решава да приеме въведението на Одата на радостта от деветата симфония на Бетховен за европейски химн. Съветът на Европейските министри официално обяви това на 19 януари 1972 г. в Страсбург.
Маестрото Херберт фон Караян бил помолен да напише три инструментални преработки – за соло пиано, за духов инструмент и за симфоничен оркестър, а той самият дирижирал изпълнението, което било записано като официален вариант.

## Статус и употреба
Химнът е избран поради огромна информационна кампания на Деня на Европа през 1972. През 1985 той бил признат от главите на ЕС като официален химн на Европейското общество – от 1993 – Европейски съюз. Чрез химна никой не се опитва да замени химните на останалите страни членки, а по-скоро да отпразнува единството и братството, това че всички държави споделя равностойност. Химнът е израз на идеалите на обединена Европа: свобода, мир и солидарност.
Химнът е добавен в Европейската Конституция наред с други европейски символи.

## Неофициален Текст
Вижте Ода на радостта
Поради многото различни езици в Европейския съюз химнът е изцяло инструментален, а текстът на немски от Фридрих Шилер, по който Бетовен пише мелодията, няма официален статус.
Австрийският композитор Петер Роланд е написал и предложил текст на латински, но той също не получава официален статус и не се използва от Европейския съюз. Романо Проди, италианският министър-председател, изразява мнение, че желае тази версия да стане втория национален химн на всички европейски граждани. Латинският текст е пят много пъти извън официалните случаи на ЕС, най-вече от испанския певец Мигел Риос през 1970.